# Jörg Steinert (Aktivist)

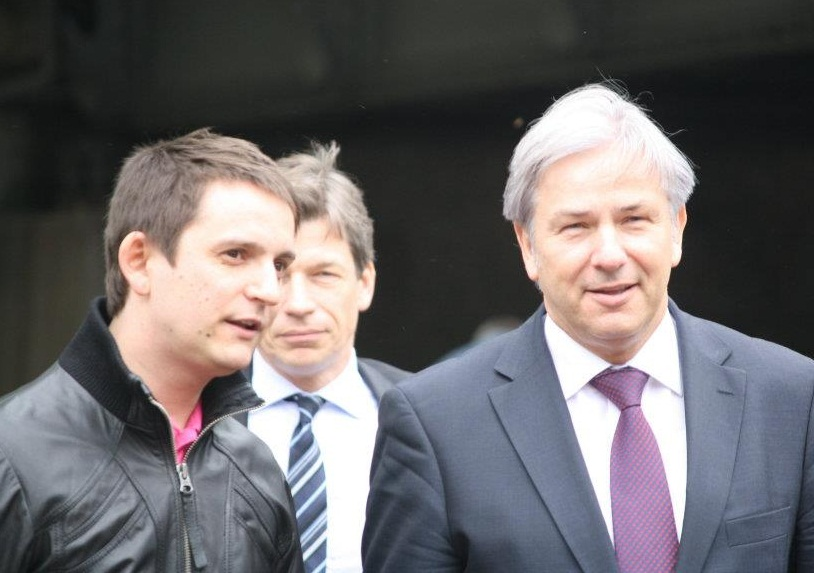
Jörg Steinert (l.) mit Klaus Wowereit (2012)

Jörg Steinert (* 10. Februar 1982 in Zwickau) ist ein deutscher Bürgerrechtler. Er war der langjährige Geschäftsführer des Lesben- und Schwulenverbandes Berlin-Brandenburg (LSVD).

## Leben
Steinert ist Diplom-Politologe. Von 2008 bis 2011 war er Bundesjugendbeauftragter des LSVD und von 2012 bis 2014 Mitglied im Aufsichtsrat des Fußballvereins Türkiyemspor Berlin. Jörg Steinert unterstützt verschiedene gesellschaftspolitische Initiativen, er ist u. a. Botschafter der Initiative „We save TeBe“, engagiert sich im Beirat des Projektes „Heroes – gegen Unterdrückung im Namen der Ehre“ und bewirkte die Beteiligung des LSVD Berlin-Brandenburg an der europäischen Bürgerinitiative „Stop Extremism“ der Frauenrechtlerin Seyran Ates, die sich gegen jede Form von politischem und religiösem Extremismus wendet.
Unter seiner Leitung baute der LSVD Berlin-Brandenburg eine Kooperation mit dem Berliner Fußball-Verband auf. Steinert hat unter anderem die Projekte «Respect Gaymes» und «Community Gaymes» aufgebaut und sich erfolgreich für die Eröffnung von Europas erstem Regenbogenfamilienzentrum eingesetzt.

Er initiierte des Weiteren die Entstehung eines Denkmals für die weltweit erste Homosexuellenbewegung am Magnus-Hirschfeld-Ufer gegenüber dem Bundeskanzleramt.
Weitere Themen bzw. Projekte seiner Tätigkeiten sind die Zusammenarbeit mit dem Türkischen Bund in Berlin-Brandenburg (TBB) und anderen Migrantenselbstorganisationen bei der Aufklärungs- und Sensibilisierungsarbeit zum Thema Homosexualität in Migrantencommunitys, Unterstützung von Zwangsverheiratung betroffener Menschen sowie homosexuelle und transgeschlechtliche Flüchtlinge.
Jörg Steinert war beteiligt an der Gründung der Protestbewegung «Der Papst kommt» anlässlich des Besuchs von Papst Benedikt XVI. in Berlin. Er rief 2011 zum friedlichen Protest gegen die „menschenfeindliche Geschlechter- und Sexualpolitik“ des Papstes auf. Zugleich setzt er sich seit vielen Jahren für den Dialog mit und zwischen Religions- und Weltanschauungsgemeinschaften ein.
Nach der gesetzlichen Einführung der „Ehe für alle“ 2017 durch den Deutschen Bundestag war er Organisator und Trauzeuge für die bundesweit erste gleichgeschlechtliche Eheschließung am 1. Oktober 2017.
Seit der Übernahme der Geschäftsführung durch Jörg Steinert hat der LSVD in Berlin und Brandenburg vermehrt und vielfach seine Stimme gegen Rassismus erhoben. Der ansonsten überparteilich agierende Bürgerrechtsverband grenzt sich auch deutlich von der rechtspopulistischen AfD ab. Bei einer Initiative zur Änderung des Grundgesetzartikels 3 unterstützte er die Formulierung des Berliner Justizsenators und hatte damit eine abweichende Meinung gegenüber der Berliner Linkspartei und des Bundesverbandes LSVD.
Am 26. Juni 2019 fragte Juliane Fischer, Frauen- und Gleichstellungsbeauftragten des Bezirks Spandau, in einer E-Mail an Steinert vor dem Hintergrund eines gemeinsamen Fotos auf dem lesbisch-schwulen Stadtfest mit Bundesgesundheitsminister Jens Spahn und US-Botschafter Richard Grenell aus dem Jahr 2018, wie dieser zu den Werten "Vielfalt, Toleranz und Respekt" stünde, da Grenell laut Fischer "selbst unter den Republikanern noch weit rechts" stünde. Jörg Steinert leitete diese E-Mail an das Bezirksamt weiter, darunter der Spandauer AfD-Bezirksstadtrat Andreas Otti. In der Folge distanzierte sich der LSVD Bundesvorstand von Steinert, der Landesvorstand stärkte ihm hingegen den Rücken. Der Streit mit dem Bezirksamt konnte in einem persönlichen Gespräch beigelegt werden.
Im Herbst 2019 startete Steinert die Initiative zur Ausschilderung des Jakobsweges durch Berlin als Europäischen Kulturweg. Das Anliegen wurde von SPD, Grünen und CDU aufgegriffen und einstimmig in der Bezirksverordnetenversammlung Tempelhof-Schöneberg beschlossen.
Im Januar 2020 wurde der Lesben- und Schwulenverband Berlin-Brandenburg mit der höchsten Auszeichnung des Berliner Fußball-Verbandes, dem Goldenen Fußball, ausgezeichnet, die u. a. Jörg Steinert entgegennahm.
Im August 2020 gab Steinert bekannt, seinen Posten als Geschäftsführer des Lesben- und Schwulenverbandes Berlin-Brandenburg zum Jahresende aufzugeben, um sich neuen Herausforderungen zu stellen. Seitdem arbeitet er als Berater für die Ibn-Rushd-Goethe-Moschee.